# Urban Bergsten
Ej att förväxla med pedagogen Urban Bergsten (född 1946) eller agronomen Urban Bergsten (född 1955).
Urban Oscar Fredrik Bergsten, född 8 november 1969 i Linköping, är en svensk skådespelare, dramatiker och regissör.   Efter tidiga år i Linköping växte han upp i Ekängen och sin gymnasietid tillbringade han på Katedralskolan.
Urban Bergsten är en av tre grundare till frigruppen Teater Pseudo 1994 samt en av grundarna till Film Music Live Festival 2018. Dessutom ingick Urban Bergsten under delar av 90-talet i ZTV:s humorgäng samt turnerade som ståuppkomiker och drev humorklubb på Camarillo.
Under åren 2006-2015 var Urban Bergsten konstnärlig ledare och lärare på Fryshusets Gymnasium. Han arbetade med Estetiska programmet Skrivarlinjen. Mellan 2021 och 2023 var Bergsten den svenska trailerrösten för kanalerna Viasat History, Viasat Nature och Viasat Explorer. Vidare från hösten 2023 till våren 2024 turnerade han runt med Mordteaterns föreställning "Den sista sviten" på ett flertal spelställen runt om i Sverige.

## Filmografi

### Film
- 1999 - En liten julsaga
- 2002 - Klassfesten
- 2002 - Ytan
- 2007 Du ska inte tro att du är något
- 2012 Hear my voice
- 2012 Rollen är min
- 2013 I ett annat liv
- 2014 Reya
- 2016 – Vilsen
- 2016 Legend of Dark Rider
- 2018 - Inferior
- 2018 - Draug
- 2019 - The Huntress
- 2020 Age of Vikings: Fated
- 2020 Battle of the Gods
- 2021 Fungi
- 2021 Varnagel (pilotfilm)
- 2021 T- minus 75
- 2021 HAN (kortfilm)
- 2023 We hunt Giants (pilotfilm)

### TV
- 1994 - Tommy på duken
- 1995 - Tommy
- 1996 - Sofias nattblandning
- 1997 - Detta har hänt
- 1998 - OP7
- 1999 - Boys in da House
- 2003 - Hemligstämplat
- 2007 - Bror och syster
- 2012 - Gustafsson 3 tr
- 2014 - Viva Hate
- 2017 - Gåsmamman (TV-serie)
- 2019 - Fartblinda säsong 1 (TV-serie)
- 2022 - Fartblinda säsong 2 (TV-serie)
- 2025 - Fartblinda säsong 3 (TV-serie)

## Radio
- 1995 - Radiohuset
- 1996 - Röster i radio
- 2000 - Frispel